# 宣姜
宣姜（せんきょう、生没年不詳）は、中国春秋時代の衛の宣公の夫人。宣姜の宣は「衛の宣公の夫人」の意で、姜は母国である斉の国姓であり、つまり「衛の宣公の夫人姜氏」という意味である。

## 生涯
定かではないが、斉の釐公の娘と思われる。
衛の宣公の太子である太子伋の妻となるため、衛に迎えられた。しかし、宣姜があまりにも美人であったため、衛の宣公が彼女を先に気に入ってしまい、自分の妻にしてその間に寿と朔の2子を産ませた。これによって宣公の先妻であった夷姜が自殺し、その子であった太子伋が次第に邪魔な存在となっていく。そこで宣姜は息子の公子朔と共謀して太子伋にあらぬ疑いをかけ、宣公に讒言した。実は宣公の方でも太子伋から女を奪ったということもあり、ちょうど廃嫡したかったので、太子伋を斉へ使いに出したついでに盗賊に殺させることにした。
一方、宣姜の長男である公子寿はこのことを太子伋に密告し、国を去ることを勧めた。しかし太子伋がそれを拒んだため、公子寿は太子伋の出立前に酒を飲ませておき、自分が太子伋の身代わりとなるべく白旄を持って莘（衛の国境の地）へ向かった。盗賊は白旄を見て太子伋だと思い、公子寿を殺した。遅れてやってきた太子伋は「お前たちが狙っているのはこの私だ」といい、彼も盗賊に殺された。
こうして邪魔な太子伋を排除した宣姜は宣公の正妻となり、次男の公子朔を太子に立てた。翌年（前700年）、宣公が薨去したので、太子朔がそのまま衛君（恵公）に即位した。即位した恵公はまだ年少であったため、衛の国人はその庶兄である公子頑（昭伯）に宣姜と再婚させ、その間に斉子・公孫申（戴公）・公孫燬（文公）・宋の桓公夫人・許の穆公夫人を産ませた。

## 夫子

### 宣公との子
- 公子寿
- 恵公（朔）…第16、18代衛の君主

### 昭伯との子
- 斉子
- 戴公（申）…第20代衛の君主
- 文公（燬）…第21代衛の君主
- 宋桓公夫人…宋の桓公の夫人
- 許穆公夫人…許の穆公の夫人

## 参考資料
- 『春秋左氏伝』（桓公十六年、閔公二年）
- 司馬遷『史記』（衛康叔世家第七）